# Andor Foldes

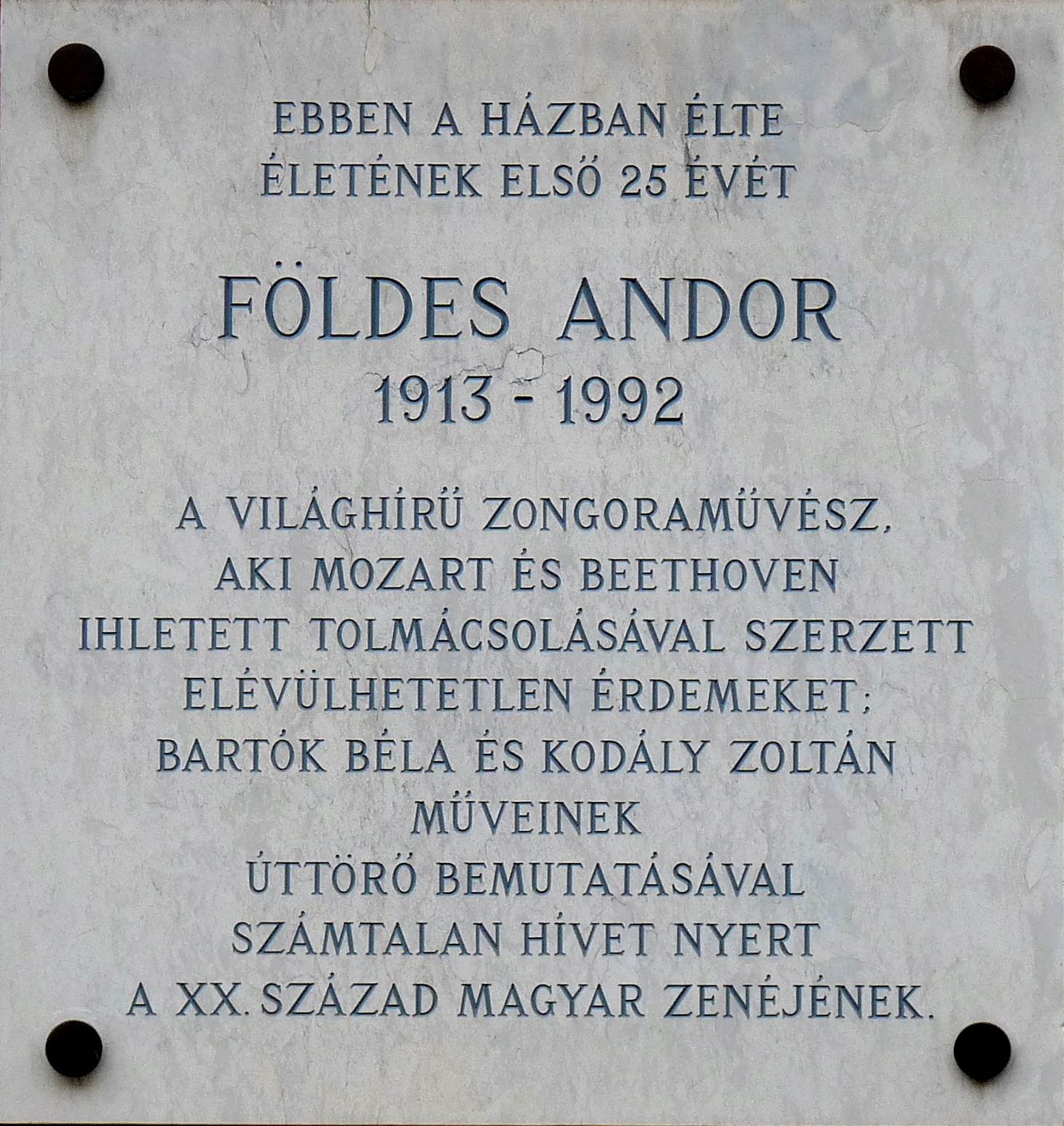

Andor Foldes (Budapest, 21 dicembre 1913 – Herrliberg, 9 febbraio 1992) è stato un pianista ungherese.

## Biografia
I suoi primi maestri furono la madre, Valerie Ipolye, e Tibor Szatmári. Studiò all'accademia Musicale Franz Liszt con Ernő Dohnányi. Il 3 novembre 1947, si è esibito nel concerto per pianoforte e orchestra n. 2 di Béla Bartók.
Sposò Lili Rendy Foldes, una giornalista ungherese, ottenendo poi entrambi la cittadinanza statunitense. Si stabilirono momentaneamente a New York, poi si trasferirono in Europa. Morì per un incidente domestico all'età di 78 anni.

## Riconoscimenti
- Commandeur du Mérite Culturel et Artistique, Francia, 1968
- Medaglia d'Argento della Città di Parigi, 1969.